# Северна Канбера
Северна Канбера, познатији као и Унутрашњи север је део Канбере, главног града Аустралије. Обухвата 15 предграђа у којима живи 15.500 становникао од 311.518 колико их је живело у Аустралијској Престоничкој Територији попису из 2001.
Северна Канбера налази се северно и источно од центра града, северно од језера Берли Грифин, западно од планине Мајура и јужно од планине Аинслје.

## Спољне стране
- Регионална мапа Канбере - сви делови
- Аустралијске статистичке информације
  - 80505 Северна Канбера (статистичке информације) Архивирано на веб-сајту  (30. септембар 2007)
  - ACT - Basic Community Profile and Snapshot - 2001 Census Архивирано на веб-сајту  (1. октобар 2007)